# Inquisitionsverfahren

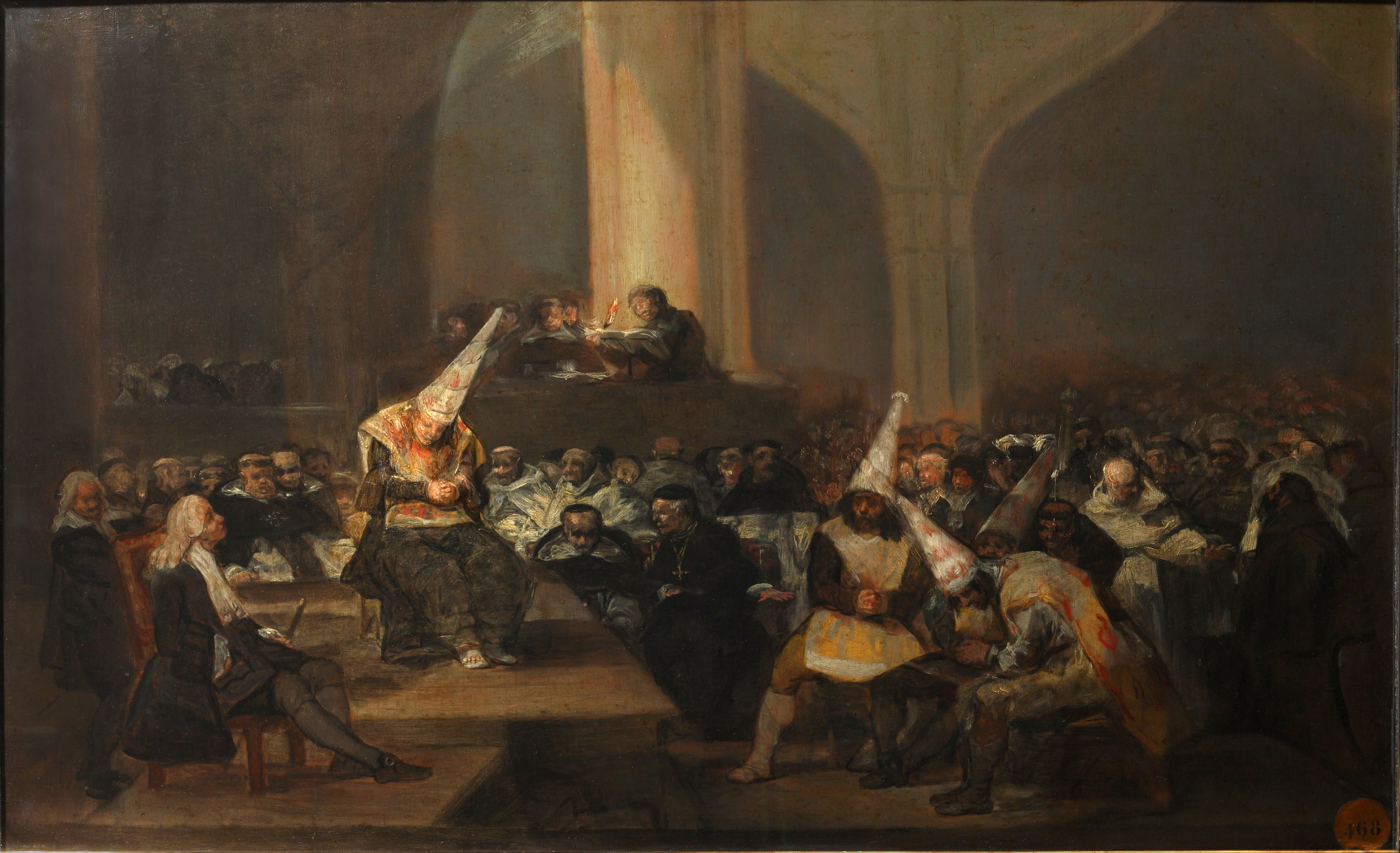
Szene aus einem Inquisitionsprozess (Gemälde von Francisco de Goya, 1746–1828)

Das Inquisitionsverfahren (lateinisch inquisitio ‚Befragung, Untersuchung‘) ist eine unter Papst Innozenz III. (1161–1216) entwickelte Form des Ermittlungs- und Strafprozesses. Das Inquisitionsverfahren wurde zunächst als Verfahren gegen Kleriker im innerkirchlichen Bereich angewendet. Es etablierte sich in den ersten Jahrzehnten des 13. Jhs. zur Grundlage von Prozessen im Rahmen der Inquisition, die ihren Namen von dem Verfahren ableitet, entwickelte sich im Laufe des Spätmittelalters zur Hauptverfahrensform der weltlichen und geistlichen Gerichtsbarkeit und kam als solche bis ins 18. Jh. zum Einsatz. Der Vorsitzende eines geistlichen Inquisitionsgerichtes wurde als Inquisitor bezeichnet.

## Kennzeichen
Im Unterschied zu anderen Gerichtsformen (vergleiche Römisches Recht), wie z. B. dem bis zur Etablierung des Inquisitionsverfahrens vorherrschenden Akkusationsverfahren, in dem Streitigkeiten zweier privater Kläger verhandelt wurden, erhob in einem Inquisitionsprozess nicht eine Konfliktpartei, sondern ein obrigkeitlicher Ankläger Klage von Amts wegen (ex officio) und im öffentlichen Interesse (Offizialprinzip). Ankläger und Richter fielen somit in Personalunion zusammen. Aktiv konnte ein Inquisitor bereits dann werden, wenn der schlechte Leumund (mala fama) einer Person ruchbar wurde. Im Gegensatz zum Akkusationsverfahren waren im Inquisitionsverfahren auch Verwandte, Minderjährige oder schlecht Beleumundete zeugnisfähig.
Alle Ermittlungen, die nach anderem Rechtsverständnis für eine Verdachtsbegründung, eine Anklage sowie die Eröffnung eines Prozesses nötig wären, wurden, bis auf die Beweis- und Anklagssuche, im Prozess selbst erledigt. In einem Inquisitionsverfahren stand die Ermittlung der möglichst durch Geständnis zu offenbarenden Wahrheit im Vordergrund, und nicht die Anklage. Vor dem Inquisitionsgericht hatten Sachbeweise keine Gültigkeit. Das heißt, zum Beweis von Schuld oder Unschuld gab es nur die Möglichkeit der Aussage von Zeugen, die häufig durch weitere Zeugenaussagen gestützt wurden, wobei gegenüber dem Angeklagten die Namen der gegen ihn aussagenden Zeugen geheim gehalten wurden. Durch diese Verfahrensweise dauerten die Inquisitionsprozesse oft sehr lange. Als oberstes Beweismittel wurde ein Geständnis angestrebt. Sowohl in kirchlichen als auch in weltlichen Inquisitionsverfahren wurde seit dem 13. Jh. die Folter als Mittel zur Erlangung eines Geständnisses zugelassen. 
Im Inquisitionsverfahren kamen, anders als im Akkusationsverfahren, Gottesurteile oder Reinigungseide als Mittel der Schuldermittlung nicht mehr zum Einsatz; die rationale Beweisführung stand im Vordergrund. Ferner wurde der Prozessablauf nunmehr im Beisein von Zeugen protokolliert. Niemals zuvor waren derart systematisch Informationen bei Prozessen verschriftlicht und gesammelt worden. Insofern kann das Inquisitionsverfahren gegenüber dem Akkusationsverfahren als modernisierte Verfahrensform gelten.
Das mittelalterliche Inquisitionsverfahren ist nicht zu verwechseln mit der Inquisitionsmaxime (Amtsermittlungsgrundsatz) des spätantiken römischen Rechts, der besagt, dass der Sachverhalt von Amts wegen ermittelt wird, wobei die Ermittlungen und die abschließende Entscheidung nicht zwingend durch dieselbe Institution erfolgen (siehe unten).

## Geschichte

### Römische Königszeit
Ein dem Prinzip des Inquisitionsverfahrens ähnliches Verfahren war bereits in der römischen Königszeit bekannt. Es war vollkommen ungeregelt und wurde durch die Willkür des auf Denunziation tätigen Magistrates als Leiter des Verfahrens bestimmt. Aufgrund dieser Problematik wurde das Verfahren durch ein vom Anklagegrundsatz bestimmtes Verfahren ersetzt.

### Spätantike
Unter Kaiser Justinian I. wurde zwischen 528 und 534 n. Chr. mit dem Corpus iuris civilis die sog. Inquisitionsmaxime (Amtsermittlungsgrundsatz) eingeführt. Diese besagt, dass grundsätzlich eine Institution von sich aus gegen eine bestimmte Person oder Organisation ermitteln kann. Ein Kläger wie beim Akkusationsverfahren (Anklageverfahren) oder eine Denunziation durch Dritte (Infamationsverfahren) ist nicht Voraussetzung für die Eröffnung eines Prozesses. Ermittlung und Urteilsfällung sollen von Amts wegen entsprechend dem Kenntnisstand erfolgen. Die umfassende Ermittlung von Fakten und Beweisen soll Grundlage für ein schlussrichtiges Urteil sein. Die Ergebnisse des Vorverfahrens sind Grundlage des Urteils.

### Mittelalter
Die Einführung des Inquisitionsverfahrens, das nur nominell auf die Inquisitionsmaxime des spätantiken römischen Rechts Bezug nahm, in das Kirchenrecht geht auf Papst Innozenz III. (1161–1216) zurück. 1215 wurde die neue Verfahrensform für die Kirche verbindlich. Die Inquisition erwies sich als wirkungsvolles Instrument in erster Linie gegen Ketzer und kam im kirchlichen Bereich als Ermittlungsverfahren und Strafprozess auch gegen mit der Häresie in Verbindung gebrachte Verbrechen wie Hexerei oder Unzucht zum Einsatz. Die weltliche Gerichtsbarkeit übernahm die Verfahrenspraxis der Inquisition für ihre Strafprozesse, wo das Inquisitionsverfahren u. a. auch während der späteren neuzeitlichen Hexenverfolgungen zum Einsatz kam.
Im Heiligen Römischen Reich Deutscher Nation begann die Adaption in das Strafrecht mit der Wormser Reformation von 1498 und der Constitutio Criminalis Bambergensis von 1507. Reichsrecht wird es mit der Constitutio Criminalis Carolina (zu deutsch der Peinlichen Halsgerichtsordnung Karls V. von 1532).

### Neuzeit
Mit dem Erlass des Code d’instruction criminelle, der französischen Strafprozessordnung unter Kaiser Napoleon am 16. November 1808 und der Übernahme der dort entwickelten Rechtsinstitute auch in den deutschen Staaten fand der Inquisitionsprozess in ganz Deutschland sein Ende.

## Theorie des kirchenrechtlichen Inquisitionsverfahrens im Mittelalter
Das Inquisitionsverfahren war vom Grundsatz her kein Parteiprozess, zumal weder der Ankläger noch der Beschuldigte als Prozesspartei im heutigen Sinn auftrat. Die Wahrheitsfindung oblag dem Inquisitionsrichter. Der Beschuldigte war Objekt des Verfahrens und hatte kein rechtliches Gehör, wie es heute einem Beschuldigten als Prozesspartei zusteht. Seine Beteiligung am Prozess erfolgte nur insoweit, als dieses für die Ermittlung eines Urteiles erforderlich war.

## Umsetzung im Heiligen Römischen Reich Deutscher Nation
Formell leitete sich der Name der Heiligen Inquisition wie des ihr obliegenden Inquisitionsverfahrens von der Inquisitionsmaxime (s. Amtsermittlungsgrundsatz) des spätantiken römischen Rechts ab; in der Praxis aber bedeutete seine Einführung eine zunehmende Rechtsunsicherheit aufgrund religiösen Eifers, da seine Neuerungen in der Aufhebung jeglicher prozessualer Gewaltenteilung und der Einführung der Folter bestanden.

### Kirchliches Inquisitionsverfahren und germanisches Akkusationsverfahren

#### Akkusationsverfahren
Das germanische Recht sah eine Einbringung der Klage ausschließlich durch den Geschädigten in Form des Akkusationsprozesses vor. Alles, was der Kläger tun konnte, war die Einbringung der Klage. Die Beweisaufnahme erfolgte durch Reinigungseid von Eidhelfern des Angeklagten, die nicht als Zeugen über das Geschehen berichteten, sondern für den Leumund des Angeklagten geradestanden. Sobald der Angeklagte diese Eideshelfer beschaffen konnte, war die Anklage fehlgeschlagen. Verurteilt wurde folglich in der Regel nur ein geständiger Angeklagter oder ein Angeklagter mit schlechtem Leumund. Wo es keine Privatklage gab, konnte kein Verfahren eröffnet werden. Somit funktionierte das Akkusationsverfahren auch nach dem Prinzip: „Wo kein Kläger, da kein Richter.“
Blieben dennoch Zweifel, so griff man zumeist zum Gottesurteil, oft in Form des Zweikampfes zwischen Kläger und Beklagtem (siehe Holmgang und Gerichtskampf). Es gab Streitigkeiten aufgrund derart ehrenrühriger Beleidigungen (nach germanischem Recht sog. Vollrechtsworte), die dem Rechtsbrauch nach unmittelbar den Zweikampf bis zum Tode oder der Rücknahme der Beleidigung erforderten, um die Ehre des Beleidigten wiederherzustellen (siehe dazu Neiding).

#### Unterschiede zum Inquisitionsverfahren
Vor diesem Hintergrund ist es verständlich, dass die Regelung von Rechtsstreitigkeiten im Frühmittelalter im Wesentlichen durch die Fehde bestimmt war, die durch Gottesfrieden und Landfrieden lediglich eingeschränkt wurde, während gerichtliche Verfahren praktisch keine Rolle spielten. Juristisch war das Inquisitionsverfahren aus heutiger Sicht ein Fortschritt, da die Beweisführung nicht mehr ausschließlich vom Leumund des Angeklagten beeinflusst wurde, sondern durch objektive Ermittlungen einer dafür zuständigen Stelle erfolgen konnte; praktisch aber wurde jegliche Rechtssicherheit im Inquisitionsverfahren aufgrund der Aufhebung der Gewaltenteilung und der Folter unterlaufen.

#### Rechtsunsicherheit durch das Inquisitionsverfahren
Für den Zeitgenossen bedeutete die Einführung des rationalen Beweismittels faktisch eine erhebliche Einschränkung der Rechte des Angeklagten und damit ein deutlich erhöhtes Risiko der Verurteilung. Weitaus verheerender war aber die Verschmelzung der unabhängigen Instanzen Richter, Ermittler, Kläger und Verteidiger zu einem allmächtigen klerikalen Inquisitionsrichter.
Dem verständlichen Unbehagen gegen diese erheblichen Eingriffe in die Rechte des Angeklagten wurde von kirchlicher Seite damit vorgegriffen, dass zusätzlich zum die Schuld des Angeklagten erweisenden Ermittlungsergebnis ein Geständnis des Angeklagten erforderlich war, das praktischerweise mittels der Folter zu erzielen war. Man nahm an, Gott würde dem Unschuldigen die nötige Standhaftigkeit gewähren, um nicht zu gestehen.
Die Zeitgenossen sahen durchaus die Problematik, dass die Folter sehr leicht falsche Selbstbezichtigungen oder Fremdbeschuldigungen hervorrufen konnte. Folglich sah das lothringische Recht vor, dass die Folter durch die örtlichen Gerichtsherren erst nach Prüfung des Sachverhaltes und der Ermittlungsergebnisse durch den prokurateur general in Nancy erfolgen durfte.

## Mängel des Inquisitionsverfahrens
Das mittelalterliche Inquisitionsverfahren besaß aus damaliger wie heutiger Sicht eine Reihe von Nachteilen.
- Die Aufhebung jeglicher prozessualen Gewaltenteilung. Das Verfahren wurde von einer einzelnen Person geführt, dem allmächtigen Inquisitionsrichter.
- Das Verfahren war ein Geheimverfahren. Der heute selbstverständliche Grundsatz der Öffentlichkeit galt nicht. Speziell aufgrund der Tatsache, dass das Verfahren vollständig in der Hand des Inquisitionsrichters lag, drohte Gefahr, dass ohne die öffentliche Kontrolle nicht die Wahrheit, sondern ein vorgefasstes Ergebnis angestrebt und erreicht wurde.
- Es bestand keine Neutralität des Richters zum Ergebnis der Ermittlungen, auf dem sein Urteilsspruch beruhte, schließlich hatte er selbst diese Ermittlungen angeordnet und durchgeführt. Da das Inquisitionsverfahren überdies nach kirchlichem Recht stattfand, handelte es sich beim Inquisitionsrichter um den örtlichen oder einen gesandten Kleriker, der oft nach kirchlichen Interessen und nicht nach weltlichem, nicht einmal nach christlichem Rechtsempfinden richtete.
- Durch die Folter konnte prinzipiell jedes gewünschte Ergebnis erreicht werden. So wurden insbesondere während der Hexenprozesse der Frühen Neuzeit immer wieder Ausnahmen von den eigentlich strengen Verfahrensregeln gemacht, da man Schwierigkeiten damit hatte, den jeweiligen Angeklagten Hexerei nachzuweisen. So konnte während solcher Prozesse die Folter dahingehend missbraucht werden, den Angeklagten vermeintliche Geständnisse in den Mund zu legen. An dieser Stelle nochmals wichtig anzumerken ist jedoch, dass außerhalb dieser Prozesse die Folter durchaus Regeln unterlag (wie beispielsweise das Verbot von Suggestivfragen), welche die Folter zu einem (wenn auch zuweilen grausamen) Werkzeug der Wahrheitsfindung innerhalb des Inquisitionsprozesses machten.[1]
- Aufgrund der Einführung vollkommener Anonymität des Klägers bestand die Gefahr der Denunziation. Diese war nach dem germanischen Akkusationsverfahren nicht vorgesehen gewesen, denn danach erfolgte eine Anzeige durch einen Ankläger, der für die Richtigkeit seiner Anklage auch einzustehen hatte. Der Anzeigende hatte im Fall der Feststellung der Unschuld des Angeklagten selbst erhebliche Strafe zu befürchten. Noch die weltliche Gerichtsbarkeit der Constitutio Criminalis Carolina verordnete 1532:

„Jtem so bald der angeklagt zu gefengknuß  angenommen [festgenommen] ist / soll der anklager oder sein gewalthaber [Bevollmächtigter] / mit seinem leib verwart werden / biß er mit bürgen / Caution / bestandt vnd sicherung [Sicherheit] die der richter mit sampt vier schöpffen nach gelegenheyt der sachen [Sachlage] vnnd achtung beyder personen / für gnugsam erkent [entschieden] / gethan hat […]“

Die Alternative bestand darin, dass das Inquisitionsgericht selbst Kenntnis von einer Straftat erlangte. Tatsächlich degenerierte das System in der Praxis bei den Hexenprozessen bis zum Einsatz von Denunziationskästen, wo man anonym durch Einwurf eines Zettels ohne Risiko und ohne Beweise einen Prozess initiieren konnte.

## Keine Anwendung im modernen Strafprozess
Die moderne Inquisitionsmaxime, die auf dem Amtsermittlungsgrundsatz beruht, wird nicht aus den kirchenrechtlichen Grundsätzen der Heiligen Inquisition hergeleitet, sondern wurzelt im römischen Recht, wie es vornehmlich im Corpus Juris Civilis kompiliert wurde, hat mit dem mittelalterlichen Inquisitionsverfahren somit nichts zu tun. Gegenentwürfe zum inquisitorischen Strafverfahrenstyp nach dem Amtsermittlungsgrundsatz sind der kontradiktorische und der konsensuale Typ.